# Mahbub Ali Khan

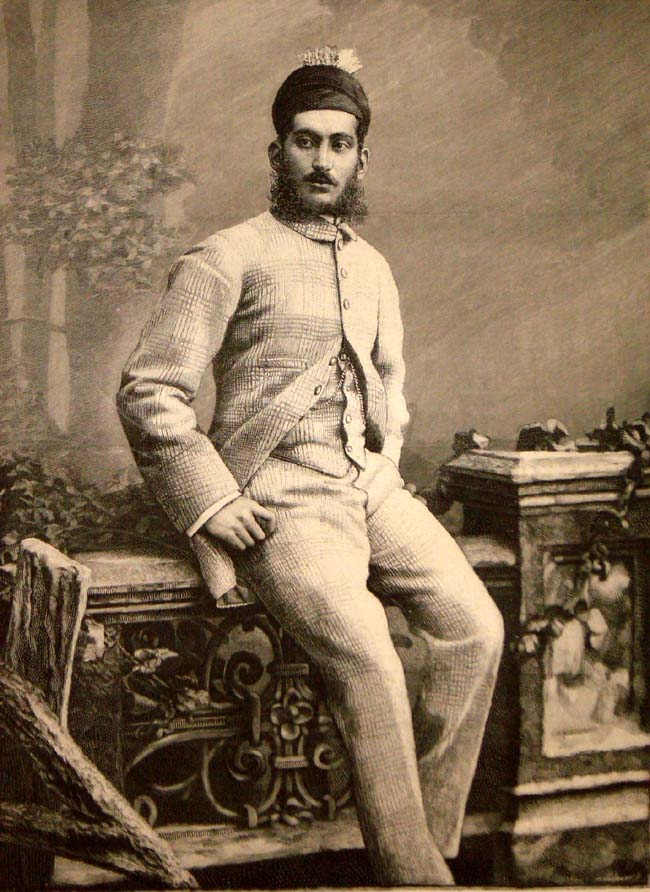
Asaf Jah VI.

Mahbub Ali Khan of Mir Mahboob Ali Khan Siddiqi, (17 augustus, 1866 - 31 augustus  1911) regeerde onder de naam Asaf Jah VI sinds 1869 als zesde Nizam van Hyderabad over de grootste en machtigste van de Brits Indische vorstendommen.
Asaf Jah VI was een honorair Luitenant-Generaal in het Brits-Indische leger. Hij was ook bevelhebber en generaal van zijn eigen strijdkrachten.

## Officiële naam en titels van de Nizam
Nawab Bahadur Sirajud Dawlah ,Luitenant-Generaal Zijne Hoogheid Rustam-i-Dauran, Arustu-i-Zaman, Wal Mamaluk, Asaf Jah VI, Muzaffar ul-Mamaluk, Nizam ul-Mulk, Nizam ud-Daula, Nawab Mir Sir Mahbub 'Ali Khan Bahadur, Sipah Salar, Fath Jang, Nizam van Hyderabad, Ridder Grootkruis in de Orde van het Bad, Ridder Grootcommandeur in de Meest Verheven Orde van de Ster van India, Drager van de Kaiser-i-Hind, Edelachtbaar Luitenant-Generaal in het leger.
In 1911 werd de Nizam onderscheiden met het Pruisische Grootkruis in de Orde van de Rode Adelaar.